# Банная канава (река)
Ба́нная кана́ва — река на востоке Москвы и в Московской области России, частично проходящая через микрорайон Косино, частично — по городскому округу Балашиха. Левый приток Руднёвки. В настоящее время река течёт в открытом русле, имеет протяжённость 3,8 километра, из которых 1,2 километра проходят в пределах Москвы. До застройки современного района Новокосино Банная канава протекала с севера на юго-восток через территорию района, но при застройке была помещена в коллектор под землю. Сейчас река выходит в открытое русло только в районе Салтыковского лесопарка.
Название Банной канавы происходит от слова «баня», которое в древнерусском языке обозначало тёплый источник и было широко употребимо в гидрономии.
Первоначально современная Банная канава именовалась Банной рекой и обеспечивала водой озеро Святое, Салтыковское и Косинское лесничества. Вода использовалась для насыщения засушливых участков и создания болот, которые защищали леса от пожаров. Позднее для водоотведения с соседних сельскохозяйственных полей был проведён канал, ставший современным руслом Банной канавы.
В современный период береговая территория Банной канавы заброшена и загрязнена бытовыми отходами отдыхающих, а близлежащие предприятия сливают в водоток производственные отходы. По неоднократным наблюдениям местных жителей, экологов и представителей Прокуратуры основным промышленным загрязнителем реки являются многочисленные арендаторы территории бывшего тепличного комбината, так как на его территории располагается часть русла реки. Банная канава включена в программу Правительства Москвы по исследованию, воссозданию, очистке и благоустройству прибрежных зон.
В марте 2016 года жители района Косино-Ухтомский выступили против проекта массовой жилой застройки 164 гектаров в непосредственной близости от особо охраняемой природной территории Природно- исторического парка Косинский, Салтыковского лесопарка и Косинского трехозёрья. Проект застройки не учитывает существование Банной канавы, и строительство может повлечь утерю реки, которая является основным притоком входящей в ООПТ Руднёвки, поэтому строительство может нанести существенный вред экологии района.